# Christliches Kinderhospital Osnabrück
Das Christliche Kinderhospital Osnabrück (CKO) ist ein auf Kinder- und Jugendmedizin spezialisiertes Krankenhaus in Osnabrück und befindet sich in direkter räumlicher Anbindung an das Marienhospital Osnabrück. Es wurde am 1. Juli 2011 eröffnet.
Es ist nicht zu verwechseln mit dem im Fachbereich Kinder- und Jugendpsychiatrie tätigen Kinderhospital Osnabrück, das sich rund 2,5 Kilometer entfernt im Stadtteil Schölerberg befindet und aus dem das CKO im Jahr 2011 als eigenständiges Krankenhaus ausgegliedert wurde.

## Struktur
Das Christliche Kinderhospital Osnabrück besitzt 131 Krankenhausbetten und 15 tagesklinische Plätze. Als Zentrum für Kinder- und Jugendmedizin verfügt das Haus über die Fachdisziplinen Pädiatrie und Kinderchirurgie. Seit 2018 ist die Klinik eins von zwei Zentren für Pädiatrie und Neonatologie in Niedersachsen.
Die Klinik ist Lehrkrankenhaus der Medizinischen Hochschule Hannover und Ausbildungsstätte mit 75 Ausbildungsplätzen für die Gesundheits- und Kinderkrankenpflege. 2016 wurden 8.064 Patienten stationär behandelt. Das Krankenhaus erwirtschaftete 2016 Umsatzerlöse in Höhe von 24,7 Mio. Euro.
Ärztlicher Direktoren sind Florian Urlichs und Bernd Richter, Pflegedirektorin ist A. Meyer, Vertretung ist M. Goetting, Geschäftsführer ist Michael Richter.